# Emplocia bifenestrata
Emplocia bifenestrata là một loài bướm đêm trong họ Geometridae.